# Parteigutachten
Parteigutachten, auch Privatgutachten, bezeichnet ein Gutachten, das zu Beweiszwecken von einer Partei in Auftrag gegeben wurde, nicht vom Prozessgericht.

## Deutschland

### Zivilprozess
Der Begriff des Privatgutachtens bedeutet nicht, dass der einseitig und außergerichtlich (und damit „privat“) beauftragte Sachverständige weniger kompetent wäre. Die gegenüber einem gerichtlich beauftragten Sachverständigen möglicherweise geringere Beweiskraft kann sich jedoch daraus ergeben, dass der einseitig bestellte Sachverständige parteiisch sein könnte (sog. Gefälligkeitsgutachten).
Legt eine Partei ein Gutachten vor, das im Gegensatz zu den Erkenntnissen eines gerichtlich bestellten Sachverständigen steht, so ist vom Tatrichter besondere Sorgfalt gefordert. Er darf in diesem Fall – wie auch im Fall sich widersprechender Gutachten zweier gerichtlich bestellter Sachverständiger – den Streit der Sachverständigen nicht dadurch entscheiden, dass er ohne einleuchtende und logisch nachvollziehbare Begründung einem von ihnen den Vorzug gibt. Es muss den Widersprüchen nachgehen und den Sachverhalt weiter aufklären. Dazu kann es den Sachverständigen zu einer schriftlichen Ergänzung seines Gutachtens veranlassen. Insbesondere bietet sich die mündliche Anhörung des gerichtlichen Sachverständigen gemäß § 411 Abs. 3 ZPO an. Gegebenenfalls muss das Gericht gem. § 412 ZPO ein neues Gutachten anordnen.
Besteht ein Widerspruch zwischen den Äußerungen verschiedener Sachverständiger, ist der Tatrichter zur Aufklärung des Widerspruchs auch dann verpflichtet, wenn es dabei um Privatgutachten geht. Unterlässt das Gericht eine Aufklärung der Widersprüche, handelt es verfahrensfehlerhaft und verstößt gegen den Grundsatz der freien Beweiswürdigung (§ 286 ZPO).

### Sozialgerichtsverfahren
Gem. § 109 SGG kann Sachverständigenbeweis durch einen bestimmten, vom Kläger benannten Arzt geführt werden. Das Antragsrecht besteht in beiden Tatsacheninstanzen jeweils einmal. Der von der Partei benannte Gutachter wird durch das Gericht beauftragt. Die für das Gutachten vorzuschießenden Kosten sind von der Bewilligung von Prozesskostenhilfe nicht umfasst (§ 73a Abs. 3, § 109 Abs. 1 Satz 2 SGG).

## Österreich
Ein Privatgutachten ersetzt nicht ein Gerichtsgutachten. Ein Privatgutachten ist jedoch imstande, Zweifel an einem Gerichtsgutachten zu erwecken bzw. liefert Grundlage für ergänzende Fragen an den Sachverständigen. Wird die Qualität des Gutachtens vom Gericht in Frage gestellt, kann dies dazu führen, dass ein zweiter Gutachter vom Gericht mit der Erstellung einer Expertise beauftragt wird.
Auch bei der Erstellung von Privatgutachten hat sich ein Sachverständiger an die Standesregeln zu halten, die u. a. Vorschriften für Befundung und Gutachten enthalten.

## Schweiz
Parteigutachten sind nach der Rechtsprechung des Bundesgerichts für sich allein nicht zum Beweis geeignet und fallen insoweit auch nicht unter den Begriff der Urkunde. Sie gelten vielmehr als bloße Parteibehauptungen. Dies schließt aber nicht aus, dass sie zusammen mit – durch Beweismittel nachgewiesenen – Indizien den Beweis zu erbringen vermögen.